# بلاش ششم
بلاش ششم یا وَلَگش ششم (به پارتی: 𐭅𐭋𐭂𐭔) که در منابع تاریخی قدیم او را با نام بلاش پنجم می‌شناسند، شاه اشکانی در میانه سال‌های ۲۰۸ تا ۲۲۸ میلادی بود.
وی در سال ۲۰۸ میلادی، پس از مرگ پدرش بلاش پنجم بر تخت شاهی نشست. میان او و دیگر برادرش اردوان پنجم برای احراز مقام شاهی نزاع درگرفت. در ابتدا پیروزی با بلاش بود، ولی اردوان که فرمانروای ماد بود، در سال ۲۱۳ میلادی دست به قیام زد. پس از این قیام قدرت اردوان رو به فزونی گرفت و مدتی بعد زمام امور ایران را در دست گرفت و حکومت بلاش محدود به بخشی از بابل و سلوکیه شد. از سرانجام وی اطلاع دقیقی در دست نیست.

## سلطنت
بلاش ششم پس از مرگ پدرش بلاش پنجم، در حدود سال ۲۰۸ میلادی جانشین او شد. حکومت او در آغاز برای چند سال بی چون و چرا بود، تا اینکه برادرش اردوان پنجم بر علیه او شورش کرد. در نتیجه این نزاع بین دو برادر به احتمال زیاد، اردوان با موفقیت بسیاری از سرزمین‌های امپراتوری از جمله ماد و شوش را فتح کرد و به نظر می‌رسد که بلاش ششم تنها توانست سلوکیه را که در آنجا سکه ضرب کرده‌است، حفظ کند. چند سال بعد، اردشیر بابکان، اردوان را شکست داد و بدین ترتیب به حیات شاهنشاهی اشکانی پایان داد و شاهنشاهی ساسانی را بنیانگذارد. در طی چند سال بعدی نیز، اردشیر سرزمین‌های جدید خود را بیشتر گسترش داد و بلاش را در میانرودان شکست داد.